# 박문원 (미술가)
박문원(朴文遠, 1920년 1월 8일~1973년 4월 28일)은 아직 사변이 한창이었던, 1951년 4월 12일 이후에 월북하고 훗날 북의 내각의 간부급으로써 잠시 활약한, 월북 미술가·정치인이다. 본은 밀양(密陽)이요, 11살 터울의 둘째 친형(親仲兄)은 월북 소설가·정치인 구보 박태원(丘甫 朴泰遠, 1909년~1986년)이다.
그는 일제강점기의 삽화가이자 미술평론가·유화가였던 이였으며, 1945년 당시 8월 15일 광복(을유 해방)이 도래한 이후 1951년까지 6년간 삼팔선 이남 지역에 있다가, 1950년 사변 당시에는 1년 간격으로 사실상 같이 함께, 그의 둘째 형(박태원)을 따라 1951년에 북으로 건너간 이였었고, 이후 북의 동양화가 겸 조선화가, 미술사학자, 저술가, 미술평론가, 번역가, 서양화가 및 정치인 등으로 잠시 활약하였던 월북 인사 출신이었다.
앞서 언급한 것처럼, 그의 본관(관향)은 밀양(密陽)이고, 그는 경성부 출생이며, 시인 겸 소설가 구보 박태원(한국 한자: 丘甫 朴泰遠)의 첫째 남동생이기도 하다.
그는 1936년 당시 11살 위의 둘째 형(박태원)이 집필한 소설 《천변풍경》의 책 표지에 장정(삽화)을 맡음으로써 삽화가 첫 입문을 하여 천부적인 삽화의 초보 신동임을 상당히 발휘하여 한때 잠시 화제를 유발하였으며 그로부터 4년이 지난, 1940년 당시 서양화가(유화가)로도 첫 입문한 그는 1946년 2월, 서울대학교 문리과대학 문학부 철학과를 미학 전공으로 학사 학위를 취득한 후 1946년 11월 10일, 조선미술동맹이 발족하자 동 서기서무분과위원장 등을 역임하였으며 1948년 3월, 문련 조직부 부장 겸 서기국 국장 등을 지냈다. 이듬해 1949년에는 동양화가로 한국화 화단에 데뷔하였고, 이어 같은 해 미술사학자로써 저술 분야에도 데뷔하였다. 그리고 그 이후 박문원은 1951년 3월 30일 당시, 한국 전쟁 발발 9개월째 한창이던 시기에 자신의 처자식들(훗날 1968년 당시 병으로 상배한 사별 초배 부인 리순길 여사와 장남 박철호, 차남 박찬호 등을 비롯한 슬하 2남)과, 그리고 둘째 형 박태원(朴泰遠)의 두 딸(친형 박태원 작가의 장녀 그리고 3녀)인 조카딸(친질녀 박영은, 친질녀 박설영)을 비롯한 6명이 이북 경기도 장단 지역에서부터 38선 이북 방향의 지역으로 흩어져 있다가 그로부터 13일 이후 1951년 4월 12일, 모두 함께 북괴 수도 평양으로 도착(월북)하였다. 그 후 1953년 7월 27일 당시 평양(북괴 수도)에서 종전(휴전)을 목도키도 하였으며 이듬해 1954년 당시 미술평론지 《조선미술》을 발행, 그 이외에도 미술 도서 및 화첩 편집 등의 발행을 하면서 미술평론가로 북조선 평단에 데뷔(1954년)하였으며, 1957년 《러시아 소묘 교과서》를 번역 출판하였고, 이후로도 동양화가, 미술사학자, 미술평론가, 서양화가로 활동하며 조선미술박물관 연구위원 등을 지냈다. 《조선로동당 정책사》 중 〈33권 부문사〉 관련 대목에 속하는 《미술 발전을 위한 당의 정책과 그 빛나는 실현》의 정책 수립 관련 사안 또한 그의 공적이다.
1968년 초배 부인 리순길 녀사(1919년~1968년)와 사별 후 지난날 1966년 12월까지 어언 6년간을 북괴 수도 평양 소재 《로동신문》의 전직 언론 기자 출신(1960년 11월 입사~1966년 12월 퇴사)이었던 훗날의 계배 부인 최학신 씨(1937년~ )와 1969년 재혼하였다. 그로부터 4년이 지난 1973년 4월 28일, 심근 경색으로 인하여 향년 54세로 사망하였다. 13년 후 1986년 7월 10일, 그의 형 박태원(朴泰遠, 1909년~1986년) 작가 또한 고혈압으로 인하여 향년 78세로 사망하였다.

## 작품

### 삽화 작품
- 1936 : 《천변풍경》 ... 둘째 형(박태원)의 자작 소설(책 표지)의 장정(삽화)에 참여.

### 유화 작품
일제 시대
- 1940 : 《소녀와 어린이》 ... 총 25호
- 1941 : 《꽃과 소녀》 ... 총 25호

월북 이전
- 1946 : 《쌀을 다오》
- 1946 : 《데모》
- 1947 : 《감방》 ... 총 30호 - 〈벽화를 위한 습작〉이 그 부제.

월북 이후
- 1954 : 《서울 해방》 ... 총 12호
- 1954 : 《백두산 천지》 ... 29 X 20.5 cm
- 1955 : 《김책 제철소 복구》 ... 145 x 96cm
- 1955 : 《선죽교 부근》
- 1955 : 《압록강 상류》
- 1955 : 《동 틀 무렵》 ... 총 10호
- 1957 : 《삶을 찾아서》
- 1959 : 《오리 목장》

### 미술사학 저술
- 《신라의 금관》
- 《삼국시기 미술사 년표》
- 《고구려의 명인, 담징》
- 《조선의 명인, 박한미》

### 미술 평론
- 《고구려 벽화에 나타나는 신마에 대하여》
- 《안악 3호 무덤 행렬도의 비밀을 알아내기까지》
- 《미천왕릉의 벽화》
- 《조선 고대미술사의 기초 축성을 위하여》 - 총연재량 16회 연재.

### 번역서
- 1957 : 《러시아 소묘 교과서》

## 학력
- 경성수송보통학교 졸업(1932년 3월)
- 경성제1고등보통학교 졸업(1938년 3월)
- 경성 연희전문학교 문과 학사(1942년 3월)
- 일본 도호쿠 제국대학교 미학과 전퇴(1943년 3월)
- 일본 도호쿠 제국대학교 철학과 중퇴(1943년 9월)
- 서울대학교 문리과대학 문학부 철학과 미학 전공 학사(1946년 2월)

## 이외 이력
- 조선미술동맹 서기서무분과위원장(1946년 11월~1947년 10월)
- 조선문화단체총연맹 조직부장 겸 서기국장(1948년 3월~1948년 6월)
- 서울대학교 미술대학 회화과 객원교수(1948년 8월~1949년 2월)
- 조선미술박물관 연구사 겸 연구위원(1961년 3월~1961년 11월)